# Krystyna Sokołowska (polityk)
Krystyna Sokołowska (ur. 15 września 1947 w Wiśniowej) – polska polityk, posłanka na Sejm PRL VIII kadencji.

## Życiorys
Uzyskała wykształcenie średnie ogólnokształcące. Była sekretarzem Komitetu Zakładowego Polskiej Zjednoczonej Partii Robotniczej w Zakładach Przemysłu Odzieżowego „Vistula” w Myślenicach, radną Rady Narodowej miasta Krakowa oraz członkinią egzekutywy Komitetu Miejsko-Gminnego PZPR w Myślenicach. W latach 1980–1985 pełniła mandat posłanki na Sejm PRL VIII kadencji w okręgu Kraków Województwo. Zasiadała w Komisji Pracy i Spraw Socjalnych, Komisji Przemysłu Lekkiego, Komisji Skarg i Wniosków oraz w Komisji Przemysłu. Otrzymała Brązowy Krzyż Zasługi.